# Shi Jin
Shi Jin é um matemático chinês, professor da Universidade de Wisconsin-Madison.
Obteve um doutorado em 1991 na Universidade do Arizona, orientado por Charles David Levermore, com a tese Numerical Transport in Diffusive Regimes.
Foi palestrante convidado do Congresso Internacional de Matemáticos no Rio de Janeiro (2018: Mathematical and numerical analysis for multiscale kinetic equations with uncertainty).